# Liu Yumei
Liu Yumei (forenklet kinesisk: 刘玉梅; traditionel kinesisk: 劉玉梅; pinyin: Liú Yùméi, født 21. juli 1961) er en tidligere kvindelig kinesisk håndboldspiller der deltog under Sommer-OL 1984.
I 1984 var hun med på de kinesiske håndboldhold som vandt en bronzemedalje. Hun spillede i alle fem kampe som målmand.